# Municipio de Hartford (condado de Trumbull)
El municipio de Hartford (en inglés: Hartford Township) es un municipio ubicado en el condado de Trumbull en el estado estadounidense de Ohio. En el año 2010 tenía una población de 2070 habitantes y una densidad poblacional de 30,28 personas por km².

## Geografía
El municipio de Hartford se encuentra ubicado en las coordenadas 41°18′13″N 80°35′9″O / 41.30361, -80.58583. Según la Oficina del Censo de los Estados Unidos, el municipio tiene una superficie total de 68.35 km², de la cual 68,15 km² corresponden a tierra firme y (0,29 %) 0,2 km² es agua.

## Demografía
Según el censo de 2010, había 2070 personas residiendo en el municipio de Hartford. La densidad de población era de 30,28 hab./km². De los 2070 habitantes, el municipio de Hartford estaba compuesto por el 98,65 % blancos, el 0,29 % eran afroamericanos, el 0,1 % eran amerindios, el 0,1 % eran asiáticos, el 0,14 % eran de otras razas y el 0,72 % eran de una mezcla de razas. Del total de la población el 0,63 % eran hispanos o latinos de cualquier raza.